# 石塔寺 (扬州)
石塔寺古称惠昭寺、木兰院，为位于中国江苏省扬州市广陵区文昌中路的一座佛寺，该寺传始建于晋代，旧在扬州城西门外，南宋嘉熙年间移建于现址，1978年大部分建筑因道路拓宽而被拆除，今只存唐代开成三年（838）为藏舍利而建的石塔一座、明代崇祯十年（1637）所建楠木楼一座（原为寺内藏经楼）和唐代银杏两株，石塔和银杏位于路中心的绿岛内，楠木楼则位于路北。石塔为五级六面的仿楼阁式塔，以青石构筑，通高10.09米，下为须弥座基，顶为葫芦形塔刹，其中奇数层南北两面各辟拱形洞门，底层和顶层可对穿、第三层则为暗门，其他各层各面均凿以石龛，内有佛像浮雕。